# Хиперменореја
Хиперменореја  или прекомерна менструација (од грчког περ -хипер) један је од поремећаја менструалног циклуса која се карактерише обилним крварењем из материце, односно обилним менструалним тока. Често се користи као синоним за менорагију, прекомерно крварење које се протеже током времена више од нормалног, или које укључује крварење изнад 80 мл у једном циклусу, мада није могуће увек квантификовати количину прекомерне  менструације јер...свака жена зна своју менструацију и све  док се не догоди неочекивано, укључујући и прекомерно крварење, бол или друге врсте патологија, не можемо говорити о ненормалној менструацији. Узроци хиперменореје су углавном органске природе и у складу са тим су присутни и симптом основне болести ткива. Међутим, под одређеним околностима, снажан стрес такође може довести до продуженог и јаког крварења.
Излучивање већих крвних угрушака  такође може бити знак повећаног менструалног крварења. Хиперменореја може али не мора бити праћена боловима и другим симптомима, али  због јаког крварења, које траје неколико дана, ремети квалитет живота који се може значајно смањити.
Хиперменореја је често праћена значајним губитком и може довести до анемије. (недостатка црвеног крвног пигмента), која се може манифестовати кроз симптоме као што су смањени учинак, повећан умор, вртоглавица и проблеми са циркулацијом.
Узроци хиперменореје леже у променама репродуктивних органа или другим менталним и физичким болестима. 
Хиперменореја се лечи различито у зависности од сваког појединачног разлога и пратећих симптома.

## Терминологија
Хиперменореја се често односи на прекомерну менструацију унутар циклуса нормалног трајања. Ако су циклуси истовремено чести и блиски, говори се о полихиперменореји, синоним за ова два знака. Било да се ради о једној или другој патологији, резултат је често замор или премор,  губитка гвожђа, или анемије, као последица губитка крви.
Такође важно је не мешати хиперменореју са метроагијом, или променама крварења која не долази од менструације. Па је тако нпр. хиперменореја чешћа након менархе (прва менструација), у периоду прилагођавања  менструалног циклуса.

## Етиологија
Узроци хиперменореје су многобројни, зависно од тога да ли се крварење јавља изоловано или као симптом других патологија. Најчешћи узроци хиперменореје су:
- Миоме утеруса - бенигни тумори у материци, који утичу на њену мускулатуру.
- Полипи - нека врста доброћудних или бенигних тумора материце који утичу на површину ендометријума, тако шшто повећавају њену ппвршину.
- Неколико узастопних трудноћа - контракција мишића материце током и после трудноће могу да доведу до повећања количине ткива које крвари. На ово стање се надовезује губитак снаге у мишићном ткиву који спречава правилно заустављање крварења.
- Нарушена коагулација крви - која изазива тешкоће или немогућност коагулације крви што повећава крварење.
- Синдром конгестије карлице - патологија (увек у менопаузи) коју карактерише  Ова болест је увек у менопаузи.
- Рак материце - иако је редак узрок, може се открити захваљујући хиперменореји, односно једном од њених симптома.

## Дијагноза
Дијагноза хиперменореје је релативно једноставна и заснива се на анамнези, клиничком и ултразвучном прегледу уз детаљну диференцијалну дијагностику како би се утврдиле или искључиле било какве промене или упале гениталних органа.
У отприлике половини случајева узрок поремећаја крварења је промена у материци. На пример, то може бити задебљање слузокоже, полипи или фиброиди, који се обично могу лако визуализовати уз помоћ вагиналног ултразвука.
Ако су налази нејасни, дијагностичка хистероскопија и стругање могу помоћи у дијагностици. Хируршка хистероскопија је идеална за уклањање већих полипа или миома који се налазе испод слузокоже материце.

## Терапија
Лечење хиперменореје варира у зависности од њеног узрока, јер се рак не третира као фиброид, а и хиперменореја може бити сама по себи болест, док је у другим стањима она само симптом неке друге болести. У том смислу терапија се заснива на: 
- примени контрацептивних средстава,
- хируршком лечењу - као што је екстракција јајника.
- лечењу анемија - која је често последица повећаног крварења
- примени аналгетике - јер ће хиперменореја често  праћена болом у трбуху.
- лечење лековима код  хормонска дисфункција или други системски узрок као што су: поремећај згрушавања крви. У неким случајевима, међутим, то не доводи до жељеног резултата и крварење је и даље претешко.[2]

## Компликације
У већини случајева, хиперменореја не изазива  само физичке већ и психолошке тегоб.  Хиперменореја озбиљно ограничава квалитет живота жене за кратко време. Проблеми са циркулацијом и анемијом су једна од компликација  ако пацијентица изгуби превише крви. У најтеим случајевима  анемија може довести до губитка свести, промену психе пацијента, са променом расположења и појавом раздражљивости.